# Ramona Brussig
Ramona Brussig (20 de mayo de 1977) es una judoca alemana y dos veces ganadora de la medalla de oro en la competición paralímpica. Nació en Leipzig con problemas de visión, por lo que compite en las pruebas de clasificación B2. Brussig tiene una hermana gemela idéntica, Carmen Brussig, también ganadora de la medalla de oro en judo para discapacitados visuales, que nació 15 minutos antes que ella.  Brussig comenzó a entrenar en 1986 a la edad de nueve años y debutó como internacional sénior en 1998 en los Juegos Mundiales de Madrid. Aunque su hermana vive en Suiza, a la pareja le gusta reunirse y entrenar juntas cuando pueden. Dicen que no tienen sentido de la rivalidad ya que compiten en diferentes clases de peso.
Brussig ganó el oro en la categoría de peso inferior a 57 kg en los Juegos de Atenas de 2004, su primer Juegos Paralímpicos, contra la judoka española Marta Arce Payno. Cuatro años más tarde ganó la plata en Pekín, perdiendo contra Wang Lijing en la final. Brussig y Wang bajaron la categoría de peso a menos de 52 kg para los Juegos Paralímpicos de Londres 2012, encontrándose de nuevo en la final. Esta vez Brussig triunfó y se fue a casa con el oro. Brussig defendió su título en Río de Janeiro 2016 y terminó como subcampeona de la francesa de judoka Sandrine Martinet, ganando una medalla de plata.
A lo largo de su carrera, Brussig ha ganado cuatro títulos mundiales y seis europeos. Dice que uno de sus recuerdos más preciados fue ganar el oro en Londres justo a los 15 minutos después de que su hermana gemela lograra la misma hazaña. Ambas hermanas figuran entre las más prometedoras candidatas a las medallas alemanas para los Juegos Paralímpicos de Tokio 2020, por lo que reciben apoyo financiero en sus esfuerzos.
Brussig trabaja para la asociación deportiva de Mecklenburg-Vorpommern, un estado del norte de Alemania.

## Resultados de competiciones[10][11]
Juegos paralímpicos
- 2016 - 2ª plaza
- 2012 - 1ª plaza
- 2008 - 2ª plaza
- 2004 - 1ª plaza

Campeonatos del Mundo
- 2014 - 2ª plaza
- 2011 - 3ª plaza
- 2010 - 1ª plaza
- 2007 - 3ª plaza
- 2006 - 1ª plaza

Campeonatos europeos
- 2013 - 1ª plaza
- 2011 - 3ª plaza
- 2009 - 1ª plaza
- 2007 - 1ª plaza
- 2005 - 1ª plaza
- 2001 - 1ª plaza
- 1999 - 1ª plaza

Campeonatos alemanes
- 2014 - 1ª plaza
- 2011 - 1ª plaza
- 2009 - 1ª plaza
- 2008 - 1ª plaza
- 2007 - 1ª plaza
- 2006 - 1ª plaza
- 2005 - 1ª plaza
- 2003 - 1ª plaza
- 2002 - 1ª plaza
- 2001 - 1ª plaza
- 2000 - 1ª plaza
- 1999 - 1ª plaza